# Claude-François Fraguier
Claude-François Fraguier (* 27. August 1666 in Paris; † 3. Mai 1728 ebenda) war ein französischer Literat, Gelehrter, Altphilologe, neulateinischer Autor und Mitglied der Académie royale des Inscriptions et Belles-Lettres und der Académie française.

## Leben und Werk
Fraguier, zweiter Sohn des Gardehauptmanns Florimond Fraguier Graf von Dennemarie, wurde 1666 in Paris geboren. Das in manchen Quellen genannte Datum 1660 ist angesichts der anderen Lebensdaten nicht plausibel. Er besuchte das Jesuitenkolleg Clermont, wo er Jacques La Baune, Joseph de Jouvancy (1643–1719), René Rapin, Charles de La Rue (1643–1725) und Jean Commire (1625–1702) zu Lehrern hatte. 1683 trat er bei den Jesuiten als Novize ein und wurde als Lehrer nach Caen geschickt. Dort kam er in Kontakt mit Jean Regnault de Segrais und Pierre Daniel Huet und arbeitete sich so weit in die lateinische und griechische Literatur ein, dass dieses Interesse Oberhand über die Theologie gewann. 1694 trat er im Guten aus der Gesellschaft Jesu aus und lebte in Paris als Literat und Gelehrter. 1705 wurde er Mitglied der Académie royale des Inscriptions et Belles-Lettres, 1706 des Herausgeberkomitees der Zeitschrift Journal des sçavans und 1707 der Académie française (Sitz Nr. 11). Der Kanzler Pontchartrain stellte ihn als Zensor (mit Gehalt) an.
Offensichtlich aus Überarbeitung zog er sich eine Halsmuskelschwäche zu, die ihn beim Schreiben zwang, den Kopf mit der freien Hand zu stützen, damit er nicht schräg hing, ein Leiden, das von keinem Arzt geheilt werden konnte. 1717 erbte er das Vermögen seines kinderlos verstorbenen Bruders, hatte aber damit nur Ärger und wirtschaftete so unglücklich, dass er nach 10 Jahren verschuldet war. Er starb 1728 im Alter von 61 Jahren.
Fraguier resümierte Platons Philosophie auf 30 Seiten in seinem lateinischen Werkchen Mopsus, sive Schola platonica de hominis perfectione (1717, erschienen 1721). Das Vorhaben, Platon ins Lateinische zu übersetzen, scheiterte an seinem körperlichen Gebrechen. Fraguiers neulateinische Dichtung wurde 1729 (zusammen mit der Huets) vom Abbé d'Olivet herausgegeben.

## Werke (Auswahl)
- Apes. Fabula. Paris 1705. (gewidmet Jean-Paul Bignon)
- Recherches sur la vie de Q. Roscius le comédien. Paris 1717. (in: Histoire de l’Académie royale des Inscriptions et Belles-Lettres. Bd. 4. 1723, S. 437–456)
- Mopsus, sive Schola platonica de hominis perfectione. Paris 1721.
- (Mit Pierre Daniel Huet) Carmina. Hrsg. Abbé d’Olivet. Didot, Paris 1729. (Fraguier: S. 187–342)
- Dell' Antichità della pittura, dissertazione dell' abate Fraguier. Venedig 1752.